# Филимонов, Иван Николаевич
Иван Николаевич Филимонов (11 [23] декабря 1890, Москва — 12 февраля 1966, там же) — русский и советский невролог, нейроанатом.

## Биография
В 1914 окончил медицинский факультет Московского университета. Ученик Г. И. Россолимо.
Один из организаторов Института исследований мозга В. И. Ленина АМН СССР, c 1927 до смерти в 1966 — заместитель директора, руководитель морфологического сектора института мозга и одновременно заведующий кафедрами нервных болезней Украинской психоневрологической академии (УПНА) в Харькове (1932—1936), третьего, а затем в 1936—1941 — 2-го медицинских институтов в Москве.
Умер в Москве в 1966 году и похоронен на Новом Донском кладбище (участок № 1).

## Научная деятельность
Один из основоположников эволюционной нейроморфологии в СССР. Его труды посвящены изучению структуры и развития различных участков коры головного мозга в сравнительном ряду животных и человека, особенностей эмбрионального развития головного мозга и архитектоники его коры.
И. Н. Филимоновым была предложена классификация формаций коры больших полушарий головного мозга, концепция мультифункциональности корковых структур и их вариабельности (изменчивости) у человека и животных. Внёс значительный вклад в развитие учения о локализации функций, клинико-морфологическое и клинико-физиологическое исследование центральной нервной системы.
Провёл исследования поражений мозга, получившее название Синдром Филимонова, которое представляет собой сочетание вялой тетраплегии с центральным параличом мышц, иннервируемых черепными нервами, в том числе, тройничным, лицевым, языкоглоточным, блуждающим и подъязычным нервами, при полной сохранности сознания и функции глазодвигательного, блокового, отводящего и добавочного нервов; наблюдается при двустороннем поражении основания моста мозга в его средней трети.
Фундаментально доказал, что функциональные поля, отвечающие за зрение, слух, обоняние и т. д., совпадают с морфологическими. Затем, исследовав в 1930-е годы по заказу ВКП(б) мозг умерших людей разных наций и рас (грузины, поляки, евреи), доказал наличие в них индивидуальной изменчивости.
2 марта 1953 года И. Н. Филимонов, как один из ведущих неврологов страны, был привлечен к лечению И. В. Сталина, у которого произошел инсульт на Кунцевской (Ближней даче). Филимонов входил в состав консилиума и комиссии, подписывавшей все бюллетени о состоянии здоровья Сталина, и заключение о причине его смерти, последовавшей в 21 час 50 минут 5 марта 1953 года.

### Избранные научные труды
Автор трудов по вопросам цитоархитектоники головного мозга, эпилепсии, атетоза, условных рефлексов, мышечного тонуса и др. Многочисленные работы опубликованы на немецком языке в журнале Zeitschrift für die gesamte Neurologie und Psychiatrie.
- Die pathologischen und normalen Abwehrreflexe und die anatomischen Bedingungen ihrer Entstehung und Steigerung. Zeitschrift für die gesamte Neurologie und Psychiatrie 78, ss. 219—231, 1922
- Zur Lehre über die Verteilung der Störungen der Schweissabsonderung bei organischen Erkrankungen des Nervensystems. Zeitschrift für die gesamte Neurologie und Psychiatrie 86, ss. 181—193, 1923
- Zur Lehre von der sogenannten transcorticalen motorischen Aphasie. Zeitschrift für die gesamte Neurologie und Psychiatrie 86, ss. 194—210, 1923
- Das extrapyramidale motorische System und die metameren Funktionen. Zeitschrift für die gesamte Neurologie und Psychiatrie 88, ss. 89-127, 1924
- Klinische Beiträge zum Tonus-problem. Zeitschrift für die gesamte Neurologie und Psychiatrie 96 (1), ss. 368—421, 1925 doi:10.1007/BF02896526
- Zur Frage der Konstruktion der willkürlichen Bewegungen im Ellbogengelenk. Zeitschrift für die gesamte Neurologie und Psychiatrie. December 1927, Volume 111, Issue 1, pp 383—416
- Zur embryonalen und postembryoalen Entwicklung der Großhirnrinde des Menschen. J. Psychol. Neur. 39, ss. 323—389, 1929
- Атлас большого мозга человека и животных. Под ред. С. А. Саркисова и И. Н. Филимонова. М.: Издание Гос. Института мозга, 1937
- Сравнительная анатомия коры большого мозга млекопитающих . Академия медицинских Наук СССР, 1949
- Сравнительная анатомия большого мозга рептилий. Изд-во Академии наук СССР, 1963
- Избранные труды. Медицина, 1974
- Анатомия и гистология нервной системы 1955

## Награды и звания
- действительный член Академии медицинских наук СССР (1960)
- заслуженный деятель науки РСФСР
- орден Ленина и медали СССР.